# Pilotrichum ancistrodes
Pilotrichum ancistrodes là một loài rêu trong họ Pilotrichaceae. Loài này được (Mont.) Lorentz mô tả khoa học đầu tiên năm 1866.